# Рекорды скорости на рельсах

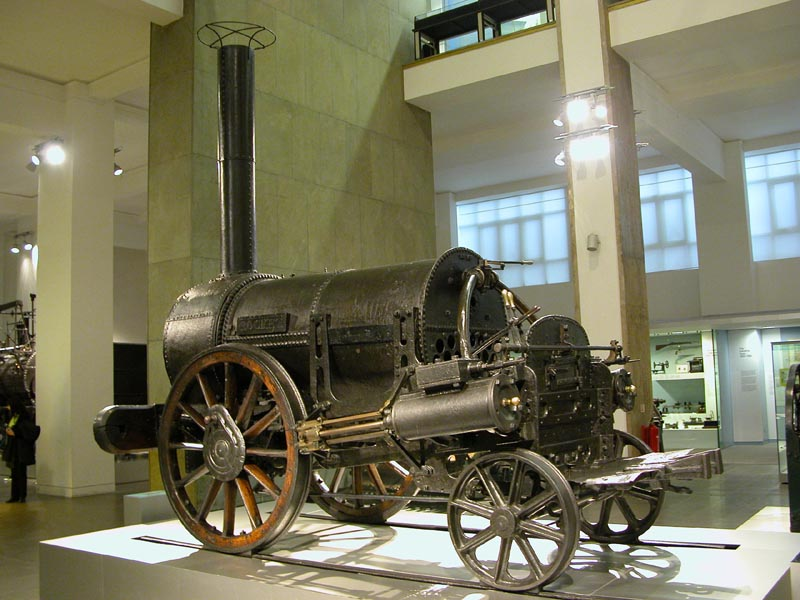
Паровоз «Ракета» — победитель Паровозных гонок

Японский поезд серии L0 на линии JR-Maglev

Перечень различных рекордов скорости, установленных на рельсовых путях. Хотя традиционно под рельсовыми транспортными средствами подразумеваются поезда, которые едут колёсами по рельсам, многие из приведённых ниже транспортных средств существенно отличаются от этого. Так абсолютный рекорд скорости на рельсах был установлен американским беспилотным аппаратом, представляющим собой салазки с ракетным двигателем и составляет 10 430 км/ч (8,5 Маха). Для пилотируемых ракетных санок рекорд скорости составляет 1017 км/ч.
Из поездов рекорд принадлежит японскому поезду серии L0 на магнитной подушке, который на линии JR-Maglev 21 апреля 2015 года установил рекорд скорости в 603 км/ч. Из обычных поездов рекордсменом является французский TGV, разогнавшийся в 2007 году до скорости 574,8 км/ч.
Что же до скоростей в обычной эксплуатации, то здесь рекорд принадлежит поездам на китайской линии Пекин—Шанхай, которые развивают среднюю скорость 303 км/ч (при максимально допустимой 350 км/ч).

## Абсолютные рекорды рельсовых поездов
| Скорость, км/ч (миль/ч) | Наименование                            | Тип подвижного состава | Страна         | Дата             | Комментарий |
| ----------------------- | --------------------------------------- | ---------------------- | -------------- | ---------------- | --- |
| 8 (5)                   | «Пенидаррен»                            | Паровоз                | Великобритания | 21 февраля 1804  | |
| 24 (15)                 | Locomotion № 1                          | Паровоз                | Великобритания | 1825             | |
| 38,6 (24)               | «Ракета»                                | Паровоз                | Великобритания | 1829             | В некоторых источниках указана скорость в 29 миль/ч (46,4 км/ч) |
| 48 (30)                 | «Ракета»                                | Паровоз                | Великобритания | 1830             | |
| 56 (40)                 | «Ракета»                                | Паровоз                | Великобритания | 15 сентября 1830 | При следовании одиночного локомотива, вёзшего раненного Уильяма Хаскиссона. Официально рекорд не подтверждён. |
| 96,6 (60)               | «Антилопа»                              | Паровоз                | США            | 1848             | Первая доказанная скорость в 60 миль/ч (26 миль за 26 минут) |
| 125,6 (78)              | «Great Britain»                         | Паровоз                | Великобритания | 1850             | В некоторых источниках 80 миль/ч |
| 131,6 (81,8)            | № 9 на Bristol and Exeter Railway       | Паровоз                | Великобритания | июнь 1854        | Ширококолейный |
| 144 (89,5)              | «Крэмптон»                              | Паровоз                | Франция        | 20 июля 1890     | |
| 206,7 (128,4)           | Опытный вагон компании Siemens & Halske | Электровагон           | Германия       | 23 октября 1903  | Опытная электромотриса, получающая питание от 3-фазной контактной сети |
| 210,2 (130,6)           | Опытный вагон компании AEG              | Электровагон           | Германия       | 28 октября 1903  | Опытная электромотриса, получающая питание от 3-фазной контактной сети |
| 215,0 (133,6)           | DRG SVT 137 № 155 (Крюкенберг)          | Дизель-поезд           | Германия       | 23 июня 1939     | |
| 243 (150,99)            | CC 7121                                 | Электровоз             | Франция        | 21 февраля 1954  | Обычный серийный электровоз с обычными колёсами. |
| 320,6 (199,2)           | CC 7107                                 | Электровоз             | Франция        | 28 марта 1955    | Обычный серийный электровоз с обычными колёсами, однако в ходе заезда расплавился токоприёмник |
| 320,6 (199,2)           | BB 9004                                 | Электровоз             | Франция        | 29 марта 1955    | |
| 380 (236,12)            | TGV Sud-Est № 16                        | Электропоезд           | Франция        | 26 февраля 1981  | Электропоезд локомотивной тяги с дополнительными пассажирскими моторными концевыми вагонами. Диаметр колёс был увеличен, также было повышено напряжение в контактной сети. |
| 406,9 (252,83)          | InterCityExperimental (ICE-V)           | Электропоезд           | ФРГ            | 1 мая 1988       | Электропоезд локомотивной тяги. Для снижения воздействия на контактную подвеску, один из двух токоприёмников был опущен |
| 408,4 (253,7)           | TGV Sud-Est № 88                        | Электропоезд           | Франция        | 12 декабря 1988  | Электропоезд локомотивной тяги с дополнительными пассажирскими моторными концевыми вагонами. Проводились испытания синхронных тяговых электродвигателей для электропоездов второго поколения (TGV Atlantique) |
| 482,4 (299,7)           | TGV Atlantique № 325                    | Электропоезд           | Франция        | 5 декабря 1989   | Электропоезд локомотивной тяги. |
| 515,3 (320,19)          | TGV Atlantique № 325                    | Электропоезд           | Франция        | 18 мая 1990      | Электропоезд локомотивной тяги. Число промежуточных вагонов было сокращено до 3. |
| 574,8 (357,18)          | V150                                    | Электропоезд           | Франция        | 3 апреля 2007    | Опытный электропоезд локомотивной тяги с дополнительными пассажирскими моторными концевыми вагонами, собранный из 2 локомотивов (они же моторные вагоны) от TGV POS 4402 и 3 промежуточных вагонов от TGV Duplex, два из которых дополнительно оснащены тяговыми двигателями (по умолчанию все вагоны прицепные). При этом был увеличен диаметр колёс, а на линии увеличили натяжение проводов контактной сети и повысили напряжение. |

## Рекорды скорости по типам подвижного состава

### Паровозы
| км/ч (миль/ч)   | Локомотив                              | Тип (осевая формула) | Страна         | Дата               | Комментарий |
| --------------- | -------------------------------------- | -------------------- | -------------- | ------------------ | --- |
| 8 (5)           | Первый паровоз Ричарда Тревитика       | 0-2-0                | Великобритания | 21 февраля 1804    | |
| 24 (15)         | Locomotion № 1                         | 0-2-0                | Великобритания | 1825               | |
| 48 (30)         | «Ракета»                               | 0-1-1                | Великобритания | 1830               | |
| 96,6 (60)       | «Антилопа»                             |                      | США            | 1848               | Первая доказанная скорость в 60 миль/ч (26 миль за 26 минут) |
| 125,6 (78)      | «Great Britain»                        | 1-1-1                | Великобритания | 1850               | В некоторых источниках 80 миль/ч |
| 131,6 (81,8)    | № 9 на Bristol and Exeter Railway      | 2-1-2                | Великобритания | июнь 1854          | Ширококолейный |
| 144 (89,5)      | «Крэмптон»                             | 2-1-0                | Франция        | 20 июля 1890       | |
| 131 (82)        | № 999 (с поездом Empire State Express) | 2-2-0                | США            | 10 мая 1893        | Некоторые источники указывают скорость 112 миль/ч (179 км/ч), то есть это первый поезд, преодолевший рубеж в 100 миль/ч. Однако авторитетные исследователи M. Hughes и R. Tufnell ставят его под сомнение. |
| 145 (90)        | LNWR № 790 «Хардвик»                   | 1-2-0                | Великобритания | 22—23 августа 1895 | Была заявлена как максимальная скорость, однако подтвердить удалось лишь среднюю. |
| 164 (102,3)     | GWR 3700 класса 3440 «Труро»           | 2-2-0                | Великобритания | 9 мая 1904         | По некоторым утверждениям это первый паровоз, разогнавшийся быстрее 100 миль/ч |
| 185,07 (115,00) | № 446 Pennsylvania Railroad            |                      | Великобритания | 11 июня 1927       | Дорогой было также заявлено, что в 1905 году паровоз № 7002 достиг скорости в 127,1 миль/ч (204,55 км/ч, упоминание об этом рекорде можно встретить и в советских энциклопедиях). Однако тот рекорд так и не был засчитан, так как паровозы дороги не были оборудованы скоростемерами, а скорость определялась по времени прохождения мильных отрезков. |
| 166,6 (103,5)   | № 6402 класса F6 дороги Milwaukee Road | 2-3-2                | США            | 20 июля 1934       | Подтверждённая средняя скорость на первой половине пути составила 75,5 миль/ч, на второй — 89,92 миль/ч |
| 160 (100)       | LNER Class A3 4472 Flying Scotsman     | 2-3-1                | Великобритания | 30 ноября 1934     | Официально задокументированный факт достижения паровозом скорости 100 миль/ч |
| 168,5 (104,70)  | LNER Class A3 № 2750 «Папирус»         | 2-3-1                | Великобритания | 5 марта 1935       | Официальный факт разгона паровоза до скорости свыше 100 миль/ч |
| 181,1 (112,5)   | № 2 класса A дороги Milwaukee Road     | 2-2-1                | Великобритания | 8 мая 1935         | Утверждалось, что скорость 112,5 миль/ч поддерживалась на протяжении 4 миль, однако средняя скорость на 136-мильном участке составила 74,9 миль/ч |
| 180,3 (112)     | LNER Class A4 2509 «Silver Link»       | 2-3-1                | Великобритания | 29 сентября 1935   | Подтверждённое значение. В некоторых источниках указана скорость 112,5 миль/ч |
| 200,4 (124,52)  | Borsig DRG series 05 002               | 2-3-2                | Германия       | 11 мая 1936        | Некоторыми исследователями выражено сомнение в достоверности, так как нет никаких научных публикаций и официальных отчётов, лишь газетные статьи |
| 202,6 (125,88)  | LNER Class A4 № 4468 «Кряква»          | 2-3-1                | Великобритания | 3 июля 1938        | 202,6 км/ч — пиковое значение скорости, средняя скорость на протяжении полумили составила 201,2 км/ч. Почти сразу после этого паровоз сломался[значимость факта?], но был затем в течение 9 дней отремонтирован и возвращён в эксплуатацию. |

### Тепловозы и дизель-поезда
| км/ч (миль/ч)   | Название                       | Тип                             | Составность | Страна         | Дата            | Комментарий |
| --------------- | ------------------------------ | ------------------------------- | ----------- | -------------- | --------------- | --- |
| 181 (112,5)     | Pioneer Zephyr                 | дизель-поезд моторвагонной тяги | Мг+Пп+Пх    | США            | 26 мая 1934     | односторонний сочленённый поезд с хвостовым вагоном |
| 205,0 (127,4)   | DRG SVT 137 «Bauart Leipzig»   | дизель-поезд моторвагонной тяги | Мг+Пп+Мг    | Германия       | 17 февраля 1936 | Первое достижение поездом на дизельной тяге скорости в 200 км/ч |
| 215,0 (133,6)   | DRG SVT 137 № 155 (Крюкенберг) | дизель-поезд моторвагонной тяги | Мг+Пп+Мг    | Германия       | 23 июня 1939    | |
| 230.4 (143,16)  | класс 252                      | дизель-поезд локомотивной тяги  | Мг+10Пп+Мг  | Великобритания | 12 июня 1973    | Прототип скоростного дизель-поезда InterCity 125. Локомотив (он же моторный вагон) поезда обозначается как Класс 41.                                                  |
| 238 (147.88)    | Intercity 125 (HST, класс 253) | дизель-поезд локомотивной тяги  | Мг+5Пп+Мг   | Великобритания | 1 ноября 1987   | Локомотив (он же моторный вагон) поезда InterCity 125 обозначается как Класс 43, вагоны — Mark III. В 2006 году данный рекорд был занесён в «Книгу рекордов Гиннесса» |
| 271 (168,39)    | ТЭП80-002                      | тепловоз                        |             | Россия         | 5 октября 1993  | Осевая формула — 2о+2о-2о+2о. Рекорд считается заявленным производителем, однако не подтверждён из-за отсутствия независимых свидетелей.                              |
| 256,38 (159,30) | Talgo XXI                      | дизель-поезд локомотивной тяги  | Мг+3Пп+Мг   | Испания        | 12 июня 2002    | Сочленённый поезд. Локомотив (он же моторный вагон) имеет обозначение серии 355. Рекорд заявлен испанским производителем                                              |

### Турбопоезда
| км/ч (миль/ч) | Название       | Тип                           | Составность | Местоположение               | Дата            | Комментарий |
| ------------- | -------------- | ----------------------------- | ----------- | ---------------------------- | --------------- | ----------- |
| 274,9 (170,8) | UAC TurboTrain | турбопоезд моторвагонной тяги | Мг+Пп+Мг    | США (Трентон — Нью-Брансуик) | 20 декабря 1967 |             |
| 318 (197,6)   | TGV 001        | турбопоезд локомотивной тяги  | Мг+Пп+Мг    | Франция                      | 1972            |             |

### Ракетные сани
| км/ч (миль/ч)   | Train | Тип           | Местоположение                | Дата            | Комментарий          |
| --------------- | ----- | ------------- | ----------------------------- | --------------- | -------------------- |
| 1017 (631,94)   |       | Ракетные сани | Holloman Air Force Base (США) | 10 декабря 1954 | Управлял John Stapp. |
| 4972 (3089,45)  |       | Ракетные сани | Нью-Мексико (США)             | 1959            |                      |
| 9845 (6117,39)  |       | Ракетные сани | Holloman Air Force Base (США) | Октябрь 1982    |                      |
| 10430 (6480,90) |       | Ракетные сани | Holloman Air Force Base (США) | 30 апреля 2003  |                      |